# وزير الداخلية (العراق)
وزير الداخلية العراقي أعلى منصب في وزارة الداخلية العراقي، يعد المدير التنفيذي للوزارة، يعينه رئيس الوزراء العراقي، يشغل المنصب حالياً (عبد الأمير الشمري خلفا للوزير السابق عثمان الغانمي، ويعتبر المسؤول عن الأمن الداخلي في العراق ويتولى قيادة الشرطة الاتحادية وفرقة الرد السريع والشرطة المحلية في بغداد والمحافظات في عموم العراق. والوزير أحد أعضاء مجلس الأمن الوطني العراقي.

## قائمة وزراء الداخلية (2003-الآن)
| الاسم | الاسم              | صورة | مدة العضوية          | مدة العضوية    | حزب سياسي                                                | رئيس الوزراء | رئيس الوزراء       |
| ----- | ------------------ | ---- | -------------------- | -------------- | -------------------------------------------------------- | ------------ | ------------------ |
|       | نوري البدران       |      | سبتمبر 2003          | أبريل 2004     | حركة الوفاق الوطني العراقي                               |              | بالتناوب           |
|       | سمير الصميدعي      |      | أبريل 2004           | يونيو 2004     | مستقل                                                    |              | بالتناوب           |
|       | فلاح حسن النقيب    |      | يونيو 2004           | أبريل 2005     | حركة الوفاق الوطني العراقي                               |              | إياد علاوي         |
|       | باقر جبر الزبيدي   |      | أبريل 2005           | 20 مايو 2006   | الائتلاف الوطني العراقي / المجلس الأعلى الإسلامي العراقي |              | إبراهيم الجعفري    |
|       | نوري المالكي       |      | 20 مايو 2006         | 8 يونيو 2006   | ائتلاف دولة القانون                                      |              | نوري المالكي       |
|       | جواد البولاني      |      | 8 يونيو 2006         | 21 ديسمبر 2010 | الحزب الدستوري العراقي                                   |              | نوري المالكي       |
|       | نوري المالكي       |      | 21 ديسمبر 2010       | 8 سبتمبر 2014  | ائتلاف دولة القانون                                      |              | نوري المالكي       |
|       | محمد الغبان        |      | 18 أكتوبر 2014       | 8 يوليو 2016   | منظمة بدر                                                |              | حيدر العبادي       |
|       | قاسم الأعرجي       |      | 30 كانون الثاني 2016 | 2019           | منظمة بدر                                                |              | حيدر العبادي       |
|       | ياسين طاهر الياسري |      | 24 يونيو 2019        | 7 مايو 2020    | مستقل                                                    |              | عادل عبد المهدي    |
|       | عثمان الغانمي      |      | 7 مايو 2020          | 27 أكتوبر 2022 | عسكري سابق (مستقل)                                       |              | مصطفى الكاظمي      |
|       | عبد الأمير الشمري  |      | 27 أكتوبر 2022       | يشغل المنصب    | عسكري سابق (مستقل)                                       |              | محمد شياع السوداني |